# ヒューストン郡 (テネシー州)
ヒューストン郡（英: Houston County）は、アメリカ合衆国テネシー州の北西部に位置する郡である。2010年国勢調査での人口は8,426人であり、2000年の8,088人から4.2%増加した。郡庁所在地はエリン市（人口1,324人）であり、同郡で人口最大の都市でもある。

## 地理
アメリカ合衆国国勢調査局に拠れば、郡域全面積は206.92平方マイル (535.9 km2)であり、このうち陸地200.21平方マイル (518.5 km2)、水域は6.71平方マイル (17.4 km2)で水域率は3.24%である。

### 主要高規格道路
- テネシー州道13号線
- テネシー州道46号線
- テネシー州道39号線
- テネシー州道147号線
- テネシー州道149号線
- テネシー州道231号線
- テネシー州道232号線

### 隣接する郡
- スチュアート郡 - 北
- モンゴメリー郡 - 北東
- ディクソン郡 - 東
- ハンフリーズ郡 - 南
- ベントン郡 - 西

## 人口動態

人口ピラミッド

以下は2000年の国勢調査による人口統計データである。
| 基礎データ - 人口: 8,088人 - 世帯数: 3,216 世帯 - 家族数: 2,299 家族 - 人口密度: 16人/km2（40人/mi2） - 住居数: 3,901軒 - 住居密度: 8軒/km2（20軒/mi2） 人種別人口構成 - 白人: 94.58% - アフリカン・アメリカン: 3.31% - ネイティブ・アメリカン: 0.19% - アジア人: 0.12% - 太平洋諸島系: 0.06% - その他の人種: 0.78% - 混血: 0.95% - ヒスパニック・ラテン系: 1.25% | 年齢別人口構成 - 18歳未満: 24.4% - 18-24歳: 7.3% - 25-44歳: 26.1% - 45-64歳: 25.6% - 65歳以上: 16.7% - 年齢の中央値: 40歳 - 性比（女性100人あたり男性の人口） - 総人口: 97.8 - 18歳以上: 95.0 世帯と家族（対世帯数） - 18歳未満の子供がいる: 31.1% - 結婚・同居している夫婦: 57.0% - 未婚・離婚・死別女性が世帯主: 10.4% - 非家族世帯: 28.5% - 単身世帯: 25.3% - 65歳以上の老人1人暮らし: 12.1% - 平均構成人数 - 世帯: 2.46人 - 家族: 2.92人 | 収入と家計 - 収入の中央値 - 世帯: 29,968米ドル - 家族: 35,395米ドル - 性別 - 男性: 29,528米ドル - 女性: 19,983米ドル - 人口1人あたり収入: 15,614米ドル - 貧困線以下 - 対人口: 18.1% - 対家族数: 14.3% - 18歳未満: 23.2% - 65歳以上: 20.8% |

## 郡政府
ヒューストン郡郡政委員会は奇数月の第3月曜日に郡庁舎で会合を開催している。

## 政治
ヒューストン郡は州内でも最も民主党寄りの郡である。伝統的に民主党だが、社会問題にかんしては保守的な傾向があり、共和党に傾くことがある。アメリカ合衆国下院議員テネシー州第8選挙区に属し、ブルードッグ民主党のジョン・S・タナーが代表になっていた。現在は第7選挙区に属し、共和党のマーシャ・ブラックバーンを送り出している。
州と大統領選挙では一貫して民主党を支持してきた。大統領選挙ではこれまで民主党候補がヒューストン郡を制せなかったのは2回のみである。1928年、ハーバート・フーバーが初めてヒューストン郡を制した共和党候補となった。また1968年にはアメリカ独立党のジョージ・ウォレスが制した。
2008年では、州内の他の民主党寄りの郡が共和党のジョン・マケインを支持したのに対し、ヒューストン郡はバラク・オバマを支持した。オバマの勝利は僅か2%の差によるものであり、郡設立以来勝利した民主党候補としては最も小さな票差だったので、共和党に支持が移りつつあると言われている。2012年では、ミット・ロムニーが共和党候補として80年ぶりにヒューストン郡を制した。共和党のアメリカ合衆国上院議員ボブ・コーカーと同下院議員マーシャ・ブラックバーンもヒューストン郡を制した。ただしこれらすべては州全体あるいは選挙区全体よりも僅差だった。

## 都市と町
- エリン — 都市 - 郡庁所在地
- テネシーリッジ — 町

## 教育

### 公立高校
- ヒューストン郡高校[10] - 生徒数465人
- ヒューストン郡成人高校[11] - 生徒数2人

## メディア
郡内にはFM局1局のラジオ局が放送を流している。新聞は週刊紙の「スチュワート・ヒューストン・タイムズ」が発行されている。